# Liste des gouverneurs de l'Île de Vancouver
Voici la liste des lieutenants-gouverneurs de l'Île de Vancouver, colonie du Royaume-Uni du 16 juillet 1849 au 19 novembre 1866, jour où elle fut conjunctée à la Colombie-Britannique.

## Lieutenants-gouverneurs
- 16 juillet 1849-1er septembre 1851: Richard Blanshard
- 1er septembre 1851-25 mars 1864: James Douglas
- 25 mars 1864-19 novembre 1866: Arthur Edward Kennedy